# Гебхард III фон Грайзбах
Гебхард III фон Грайзбах (на немски: Gebhard III von Graisbach; † 14 септември 1327 пред Пиза) е от 1324 до 1327 г. княжески епископ на Айхщет.

## Живот
Той е последният от баварския благороднически род на графовете от Графство Лехсгемюнд-Грайзбах.
Гебхард III вероятно следва в университета в Болоня и от 1295 г. е доказан като домхер в Айхщет.
Като епископ той е на страната на Лудвиг IV Баварски, и затова папа Йоан XXII го отлъчва от църквата. През 1325 г. той основава манастир Вайсенбург в Бавария.
Гебхард III придружава Лудвиг в похода му до Италия и заедно с епископа на Шпайер Емих фон Лайнинген, помазва Лудвиг IV Баварски в Италия за крал на Ломбардия.
Гебхард III умира от подобна на чума болест пред обсадения град Пиза. Той е погребан в манастир Chiesa di San Frediano в Лука, гробът му вече не съществува. Като последен от рода си той завещава замък Гунделсхайм и Грайзбах (днес в Марксхайм) на епископството.